# Das kleine Gespenst
Das kleine Gespenst ist ein Kinderbuch von Otfried Preußler aus dem Jahr 1966 mit Illustrationen von Franz Josef Tripp. Es erschien im Thienemann Verlag und wurde in 44 Sprachen übersetzt. Das Werk ist eines der bekanntesten Bücher des Autors und gilt als Klassiker der deutschen Kinder- und Jugendliteratur.

## Inhalt
Das kleine Gespenst lebt auf der Burg Eulenstein. Sein bester Freund ist ein Uhu namens Schuhu. Mit einem Schlüsselbund mit 13 Schlüsseln kann das kleine Gespenst durch einfaches Schütteln alles, was es will, ohne Berührung öffnen, egal ob Türen, Fenster oder Truhen. Der größte Wunsch des kleinen Gespenstes ist, die Welt einmal bei Tageslicht zu sehen. Doch alle Versuche, nach dem Ende der Geisterstunde wach zu bleiben, schlagen fehl. Eines Tages, nachdem das kleine Gespenst schon die Hoffnung aufgegeben hat, erwacht es tatsächlich nicht um Mitternacht, sondern mittags. Bei der Erkundung der Burg bei Tageslicht wird das kleine Gespenst während der Flucht vor einer Schulklasse, die das Burgmuseum besucht, von einem Sonnenstrahl getroffen und verfärbt sich schwarz. Das kleine Gespenst springt in den Burgbrunnen und gelangt durch eine kleine Türe in die Kanalisation der Stadt Eulenberg. Da es im Gewirr der Kanalgänge den Weg zur Burg nicht mehr findet, sucht das Gespenst bei jedem Kanalausgang, ob dieser zur Burg zurückführt. Dadurch stiftet es bei den Bewohnern der Stadt, die es Schwarzer Unbekannter nennen, jede Menge Unheil.
Schließlich verwandelt das kleine Gespenst auch noch die 325-Jahr-Feier der Belagerung Eulenbergs durch die Schweden in ein Desaster. Es attackiert den Darsteller des schwedischen Generals Torstenson, im Glauben, der General sei zurückgekehrt, nachdem ihn das Gespenst seinerzeit vertrieben hatte, da es sich damals durch den Lärm der Kanonen gestört gefühlt hatte. Schließlich wendet sich das kleine Gespenst in seiner Verzweiflung um Hilfe suchend an die Apothekerkinder. Diese befragen nachts auf der Burg den Uhu Schuhu, der als Ursache die Rathausuhr benennt, die die Geisterstunde des kleinen Gespensts bestimmt und seit einer kürzlichen Reparatur um 12 Stunden nachgeht. Nachdem der Uhrmachermeister die Rathausuhr um weitere 12 Stunden verstellt hat, erwacht das kleine Gespenst wieder um Mitternacht und kann zur Burg zurückkehren. Als es dann noch von einem Mondstrahl getroffen wird und sich wieder weiß verfärbt, ist das Glück des kleinen Gespenstes vollkommen und es tanzt vor Freude die ganze Geisterstunde auf den Burgzinnen herum.

## Figuren

### Das kleine Gespenst
Das kleine Gespenst ist ein harmloses Nachtgespenst. Es schläft tagsüber in einer eisenbeschlagenen Eichentruhe auf dem Dachboden der Burg Eulenstein. Das kleine Gespenst tut eigentlich niemandem etwas zuleide, außer es wird geärgert. So vertrieb es nicht nur seinerzeit den schwedischen General Torstenson wegen zu lauten Kanonendonners, sondern erschreckte auch den Burggrafen Georg-Kasimir dermaßen, dass dieser in den schlammigen Burggraben sprang, weil er geprahlt hatte, dass er das Gespenst eigenhändig zum Fenster hinauswerfen würde. Auch dem Bürgermeister der Stadt Eulenberg jagt es einen großen Schrecken ein, weil dieser behauptet hatte, nicht an Gespenster zu glauben. Andererseits ist das kleine Gespenst auch sehr hilfsbereit, neugierig und freundlich. Es beschaffte der Pfalzgräfin Genoveva Elisabeth Barbara ihre wertvollen Ohrringe wieder, die eine Elster von der Fensterbank gestohlen hatte und ist traurig darüber, dass sich die Einwohner von Eulenberg vor seinem schwarzen Aussehen fürchten.

### Uhu Schuhu
Der Uhu Schuhu ist der beste Freund des kleinen Gespenstes und lebt in einer hohlen Eiche am Burgberg. Als alter und sehr weiser Vogel lässt sich der Uhu nicht duzen und hat immer einen guten Rat für das kleine Gespenst. Die beiden erzählen sich zum Zeitvertreib gerne Geschichten. Durch seine Hilfe gelingt es dem kleinen Gespenst wieder nach Hause zur Burg Eulenstein zurückzukehren.

### General Torsten Torstenson
Der schwedische General belagerte einst die Stadt und Burg. Da das kleine Gespenst tagsüber vom Kanonenlärm nicht mehr schlafen konnte, packte es den General in seinem Zelt am Kragen und jagte ihm solche Angst ein, dass er am nächsten Tag die Belagerung abbrach und mit seinem Heer Hals über Kopf abzog. Sein Gemälde hängt im Rittersaal der Burg Eulenstein und das kleine Gespenst unterhält sich des Öfteren mit ihm. Mit seinem wertvollen Taschenwecker, den Torstenson bei der Belagerung verloren hatte, versucht das kleine Gespenst erfolglos nach der Geisterstunde wach zu bleiben. Bei der 325-Jahr-Feier der Belagerung Eulenbergs wird der General vom Brauereidirektor Kumpfmüller dargestellt und das Gespenst glaubt, Torstenson sei zurückgekehrt.

### Die Apothekerkinder
Der elfjährige Herbert und seine Geschwister, die neun Jahre alten Zwillinge Jutta und Günther, helfen dem kleinen Gespenst zur Burg zurückzukehren. Als das kleine Gespenst im Keller der Apotheke übernachtet, bekommt es bei einem Gespräch der Kinder mit, dass der Aufzug Torstensons mit seinem Heer nur eine Inszenierung war. Die Drei schleichen nachts zur hohlen Eiche und fragen den Uhu Schuhu nach Rat. Mit Hilfe des Schlüsselbundes des kleinen Gespenstes können sie den Uhu verstehen. Daraufhin bringen sie den Uhrmachermeister Zifferle dazu, dass er die Rathausuhr umstellt, und verfassen mit dem Gespenst ein Entschuldigungsschreiben an den Bürgermeister.

## Entstehung
Als Otfried Preußler ein Kind war, erzählte ihm seine Großmutter Dora oft Geschichten. Eine dieser Geschichten handelte von einer Weißen Frau. Sie kündigte Geburts- und Todesfälle in der Familie ihrer Nachfahren an, beschützte aber auch oft ihr Zuhause. Einmal hatte die Weiße Frau den gefürchteten schwedischen General Torstenson aus dem Schloss ihrer Väter verjagt. Die Weiße Frau hatte ihn dazu um Mitternacht aus dem Bett gescheucht und ihm eine Standpauke gehalten. Diese Szene, wie der mit einem Nachthemd bekleidete General Torstenson die Weiße Frau um Gnade anfleht, ist Preußler für immer im Gedächtnis geblieben. Nachdem er angefangen hatte, zu schreiben, entstand aus dieser Geschichte ein Buch; mit dem Unterschied, dass darin aus der Weißen Frau ein Gespenst wurde.

## Ausgaben
Die ursprüngliche Thienemann-Ausgabe erschien mit unterschiedlichen Titelseiten auch bei anderen Verlagen, wie z. B. dem Deutschen Bücherbund, der Büchergilde Gutenberg, beim Bertelsmann Lesering (RM Buch und Medien) und dessen Nachfolger Club Bertelsmann.
Für die internationalen Veröffentlichungen wurden meist die Originalzeichnungen von Franz Josef Tripp übernommen. Es erschienen aber auch Ausgaben, deren Titelseiten mit neuen Illustrationen versehen wurden, wie z. B. die spanische Version El pequeño fantasma oder mehrere russische Editionen von Маленькое привидение (Malenkoe Prividenie). Die niederländische Fassung Het spookje wurde gänzlich von der Illustratorin Ingrid Schubert neu gezeichnet.
Im Jahr 2013, anlässlich Preußlers 90. Geburtstages, veröffentlichte Thienemann zwei Neuauflagen vom kleinen Gespenst. Eine Ausgabe wurde, wie auch Der kleine Wassermann, Die kleine Hexe und die drei Bände vom Räuber Hotzenplotz, erstmals vierfarbig koloriert als Buch und E-Book herausgebracht. Die ursprünglich schwarz-weißen Zeichnungen wurden von dem Illustrator Mathias Weber farbig gestaltet. Damit sollte ein lange gehegter Wunsch des Autors erfüllt werden. Eine weitere Neuerscheinung trägt den Titel Das kleine Gespenst – Das Buch zum Kinofilm. Diese Ausgabe wurde zusammen mit dem Spielfilm Das kleine Gespenst, ebenfalls zu Preußlers Geburtstag, veröffentlicht. Sie richtet sich aber, außer der Gestaltung der Titelseite, nicht nach der Filmversion und hat denselben Inhalt wie die Originalausgabe. Otfried Preußler erlebte die Veröffentlichungen der neuen Auflagen seiner Bücher und die Filmpremiere nicht mehr, da er bereits Anfang des Jahres 2013 verstarb.
Zum 50. Jubiläum des kleinen Gespenstes brachte im Jahr 2016 Susanne Preußler-Bitsch, die Tochter des Autors, ein Bilderbuch unter dem Titel Das kleine Gespenst – Tohuwabohu auf Burg Eulenstein heraus. Die Idee stammte von Otfried Preußler. Daniel Napp führte die Illustrationen aus.

## Auszeichnungen
- 1967: Auswahlliste zum Deutschen Jugendbuchpreis
- 1988: IBBY Honour List für die griechische Übersetzung

## Adaptionen

### Hörmedien
Die Firma Phonogram brachte in den 1970er Jahren auf ihren Labels Philips und Fontana auf Schallplatten und Kassetten eine sehr erfolgreiche Hörspielfassung des Buches heraus, die heute noch bei der Nachfolgefirma Universal Music auf dem Label Karussell erhältlich ist. Die Stimme des kleinen Gespenstes spricht Christa Häussler, der Erzähler ist Hans Baur. 1996 wurde das Hörspiel mit Gold ausgezeichnet. Eine Neuauflage, die 1984 von Karussell unter dem Label Spectrum Junior veröffentlicht wurde, erhielt 1998 Platinstatus. Im Jahr 2000 wurde zu diesem Hörspiel ein Liederalbum unter dem Titel Hui-Huh! Kleines Gespenst! – Lustige und sinnig-traumhafte Geister- & Gespenster-Lieder veröffentlicht.
2008 erfolgte eine zweiteilige Neuproduktion des Hörspiels mit Michael Habeck als kleines Gespenst und Peter Striebeck als Erzähler. Der erste Teil wurde 2014 mit der Goldenen Schallplatte (Kids-Award) ausgezeichnet.
Der Audio Verlag brachte 2008 ein weiteres Hörspiel des WDR mit Fritzi Haberlandt als Erzählerin, Jens Wawrczeck als Gespenst und Friedhelm Ptok als Uhu Schuhu heraus. 2011 veröffentlichte derselbe Verlag das Werk als Hörbuch. Die ungekürzte Lesung hält Nora Tschirner.
Zusammen mit der Realverfilmung von 2013 ist ein weiteres Hörspiel entstanden, das die Originalstimmen der Schauspieler aus dem Film übernimmt.
2016 wurde vom Audio Verlag unter dem Titel Das kleine Gespenst – Tohuwabohu auf Burg Eulenstein ein Hörspiel mit Anna Thalbach als kleines Gespenst, Susanne Preußler-Bitsch als Sprecherin und Santiago Ziesmer als Uhu Schuhu herausgebracht. Die Audio-CD richtet sich nach dem im gleichen Jahr veröffentlichten Bilderbuch von Preußler und Susanne Preußler-Bitsch.

### Lernmedien
1996 brachte Ursula Hänggi beim Verlag an der Ruhr eine „Literatur-Kartei“ zum Kinderbuch von Otfried Preußler heraus. Die Kartei enthält u. a. Arbeitsblätter, Sprach- und Rechtschreibspiele sowie Rätsel für den Sprachunterricht.
Unter dem Label Karussell wurden 1998 und 2005 zwei unterschiedliche Sprach-Hörspiele mit dem Titel Englisch lernen mit dem kleinen Gespenst veröffentlicht. Die Produktion von 2005 erhielt im Jahr 2014 die Goldene Schallplatte (Kids-Award). Zwei französische Versionen entstanden in den Jahren 2002 und 2005. Des Weiteren ist 2005 auch beim Audio Verlag ein englisches Sprach-Hörspiel erschienen.
Der Thienemann Verlag veröffentlichte im Jahr 2000 unter dem Titel The Little Ghost – Englisch lernen mit dem kleinen Gespenst ein Buch, bei dem am Ende eines jeden Kapitels wenig gebräuchliche oder schwierige Wörter übersetzt werden.
2004 erschien bei Edizioni Lang ein weiteres Lernbuch mit Begleit-CD zum Erlernen der italienischen Sprache unter dem Titel Das kleine Gespenst – Worte und Bilder.
2008 wurde eine Schulausgabe als Taschenbuch herausgebracht. Im gleichen Jahr publizierte Björn Bauch zu dieser Ausgabe unter dem Titel Das kleine Gespenst – Kommentar und Kopiervorlagen für den Unterricht Begleitmaterialien für die zweiten und dritten Klassen in Schulausgangsschrift.

### Verfilmungen
1969 wurde das kleine Gespenst erstmals für das Fernsehen als zweiteiliger Marionetten- und Puppenfilm herausgebracht. Mitwirkende Puppenspieler waren Rudolf Fischer und Albrecht Roser, der auch Regie führte.
Das sowjetische Fernsehen veröffentlichte 1987 unter der Regie von Anatoly Slyassky den Realfilm Geist von Eulenberg (russisch: Привидение из города Ойленберга, Transliteration: Privideniye iz goroda Oylenberga), dessen Handlung auf Preußlers Werk basiert. In der Rolle des Gespenstes ist Anatoly Ravikovitch zu sehen.
Im Jahr 1992 produzierte der deutsche Trickzeichner Curt Linda unter dem Titel Das kleine Gespenst einen Zeichentrickfilm mit den Stimmen von Elfriede Kuzmany als kleines Gespenst und Gustl Weishappel als Uhu.
2013 veröffentlichte Universum Film den Spielfilm Das kleine Gespenst unter der Regie von Alain Gsponer. Die Stimme des computeranimierten kleinen Gespenstes spricht Anna Thalbach, die des Uhu Schuhu Wolfgang Hess. Uwe Ochsenknecht ist in einer Doppelrolle als Bürgermeister und General Torstenson zu sehen, Herbert Knaup spielt den Uhrmachermeister Zifferle.

### Spiele
In den 1970er Jahren veröffentlichte die Berliner Spielkarten GmbH ein Quartett-Kartenspiel mit Motiven nach Preußlers Buch.
Kai Haferkamp brachte unter dem Titel Das kleine Gespenst beim Kosmos-Verlag ein Brettspiel heraus. Das Merk- und Geschicklichkeitsspiel wurde zum Kinderspiel des Jahres 2005 gewählt. 2010 erfolgte von Haferkamp ein Suchspiel mit dem Titel Das kleine Gespenst – Mitbringsel.
Im Jahr 2016 veröffentlichte Haferkamp drei weitere Spiele bei der Spielwarenfirma Haba. Ein Spiel ist ein Puzzle mit drei Motiven nach Preußlers Buch, außerdem brachte er ein Memory-Spiel mit dem Titel Das kleine Gespenst – Wettlauf zur Burg Eulenstein heraus. Das dritte Spiel ist ein dreidimensional aufbaubares Merkspiel und trägt den Titel Das kleine Gespenst – Spuk auf Burg Eulenstein.

### Theater
Otfried Preußler schrieb auch eine Bühnenfassung für Das kleine Gespenst. Die Uraufführung war 1989 im Theater Rosenheim. Die Aufführungsrechte werden seit 1990 vom Verlag für Kindertheater vergeben. Weitere Inszenierungen erfolgten u. a. von der Augsburger Puppenkiste und Gerhards Marionettentheater.
Jewgenij Sitochin inszenierte eine Kinderoper nach der Vorlage von Preußlers Buch. Die Uraufführung war 2011 im Opernhaus Graz. Walther Soyka komponierte die Musik dazu, das Libretto stammte von Bernhard Studlar. Für die Produktion war die Wiener Taschenoper in Kooperation mit der Oper Graz verantwortlich.
Peter Leipold komponierte die Kammeroper Das kleine Gespenst im Auftrag des Theater Erfurt. Das Libretto stammt von Friederike Karig, die Uraufführung findet auf den Domstufen-Festspielen 2025 in Erfurt statt.